# وليم لورانس سنايدر
وِلْيَم لورانس سنايدر (بالإنجليزية: William Lawrence Snyder)‏ هو منتج أفلام أمريكي، ولد في 14 فبراير 1918 في بالتيمور في الولايات المتحدة، وتوفي في 3 يونيو 1998 في مقاطعة كولومبيا في الولايات المتحدة بسبب مرض آلزهايمر.

## وصلات خارجية
- ويليام إل. سنايدر على موقع IMDb (الإنجليزية)
- ويليام إل. سنايدر على موقع قاعدة بيانات الأفلام السويدية (السويدية)
- ويليام إل. سنايدر على موقع قاعدة بيانات الفيلم (الإنجليزية)